# 達爾馬托沃區

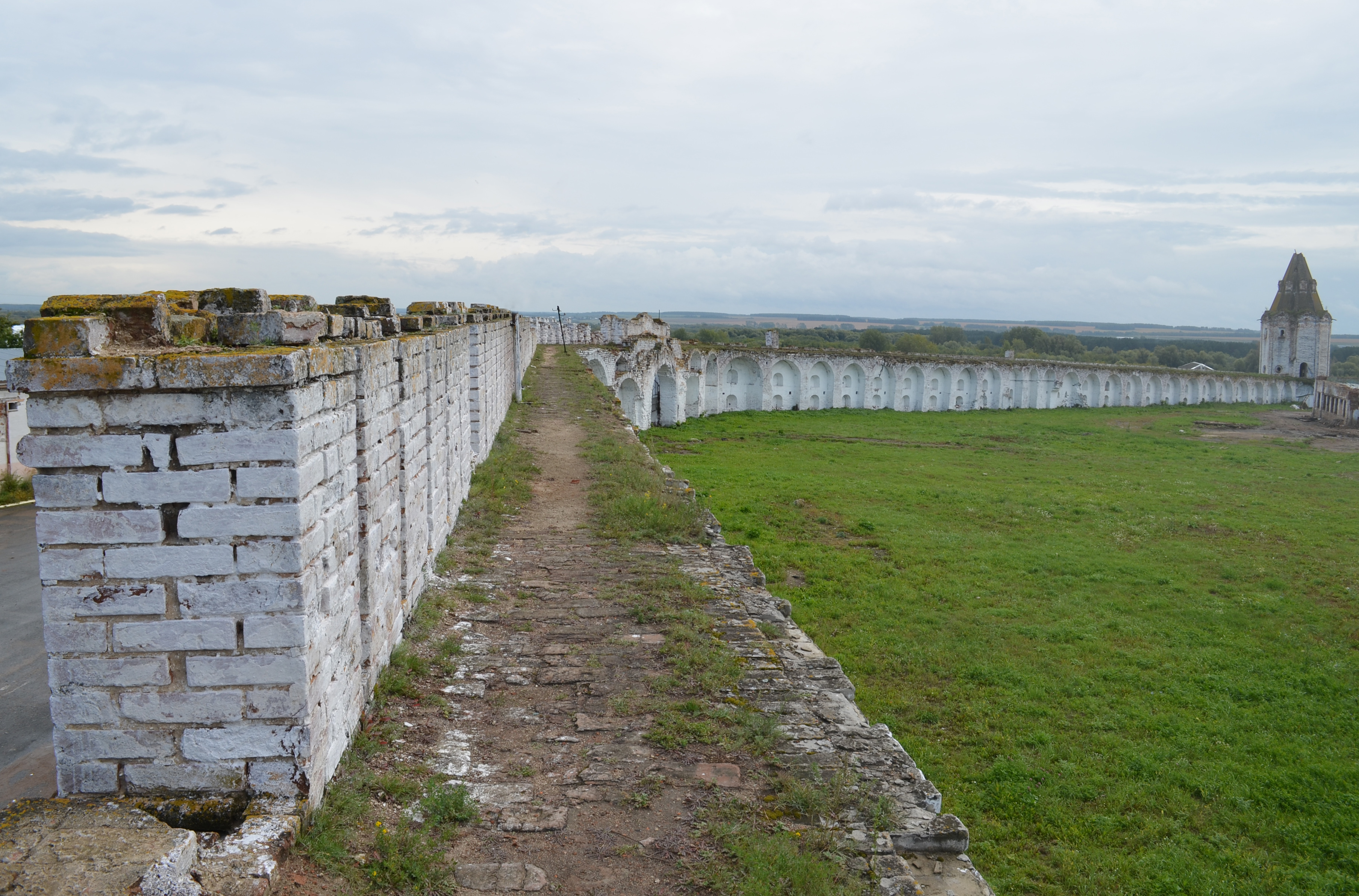

56°16′N 62°55′E / 56.267°N 62.917°E
達爾馬托沃區（俄语：Далматовский район），是俄羅斯的一個區，位於該國南部，由庫爾干州負責管轄，面積3,530平方公里，2010年人口29,476，人口密度每平方公里8.35人。